# キュプロ・ミノア文字

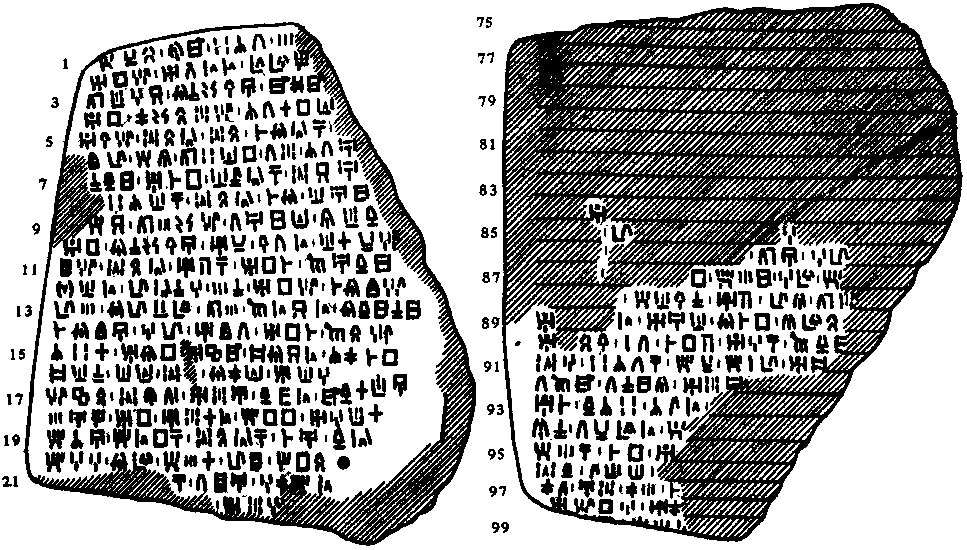
エンコミから発掘された粘土板

キュプロ・ミノア文字（キュプロ・ミノアもじ、別名CMもしくはLinear C）は青銅器時代後期、ミノア文明時代のキプロスで（紀元前15世紀から12世紀ごろ、すなわち紀元前1500年-1150年に）使われた音節文字である。銘文の痕跡は年代によって4群に分類され、並べられている:
1. Archaic CM。23の記号。
2. CM 1。745の記号、85の標準的な文字。
3. CM 2。1310の記号、59の標準的な文字。紀元前13世紀と12世紀。
4. CM 3。219の記号、44の標準的な文字。

Archaic CMは、ミノア時代のクレタ島で使われ紀元前11世紀ごろ（ギリシア暗黒時代）から鉄器時代のキュプロス文字に進化した文字である線文字Aと深く関係している。
銘文のコーパスは以下のように分類される。
1. 商取引に関する文章
2. 供物の銘文
3. エンコミとキチオンから発掘された粘土球に書かれた短い銘

## 商取引に関する文章

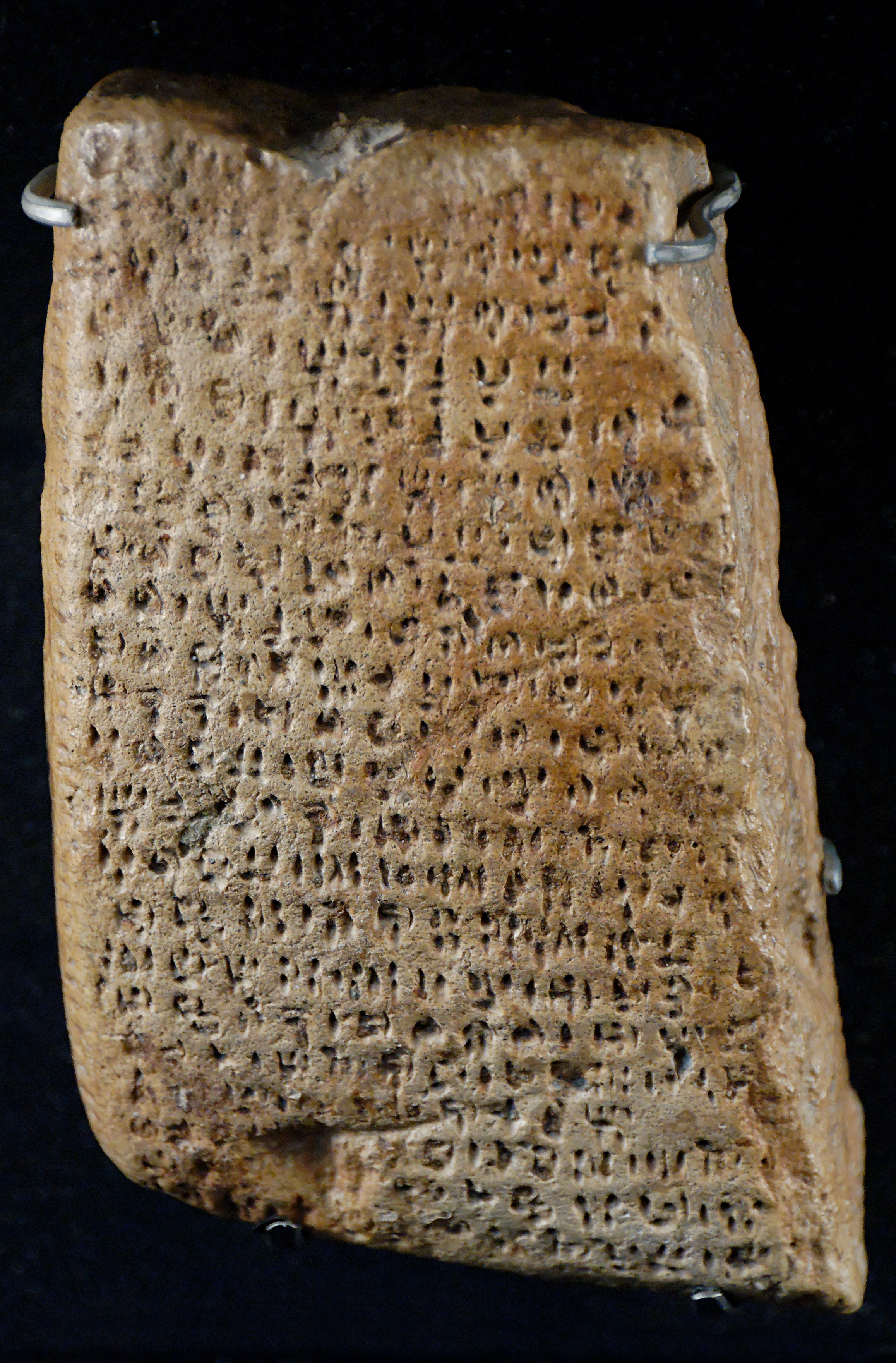
エンコミから発掘されたキュプロ・ミノアの粘土板。ルーヴル美術館所蔵。

### 粘土板
これまでに8枚の粘土板が発見されている。そのうちの、エンコミで1885年に発見された1枚は、23の記号を含んでおり、それがarchaic CMのすべてである。4枚の粘土板の断片はCM 2である。残りはウガリットから発掘された粘土板やその断片である: RS 19.01と19.02はCM 1である; RS 17.06と20.25はCM 3である。
- エンコミで1955年に発掘された粘土板

### 粘土の円筒
これまでにCM 1の記号が刻まれた6本の円筒が発見されている。CM 1のうち最長のものは紀元前14世紀のEnkomi 19.10上にある。179の記号を含み、36の標準的な文字を表している。カラバッソス（アギオス・ディミトリオス）で見つかった他の円筒にはそれぞれ112、5、10、10および27の記号がある。それらの年代は紀元前13世紀である。

## 供物の銘文
- キティオンで神殿の宝物庫から発掘された象牙
- エンコミから発掘された青銅の小さな塊とその他の青銅の物品
- Pigadesで聖域から発掘された器

## 粘土球の銘

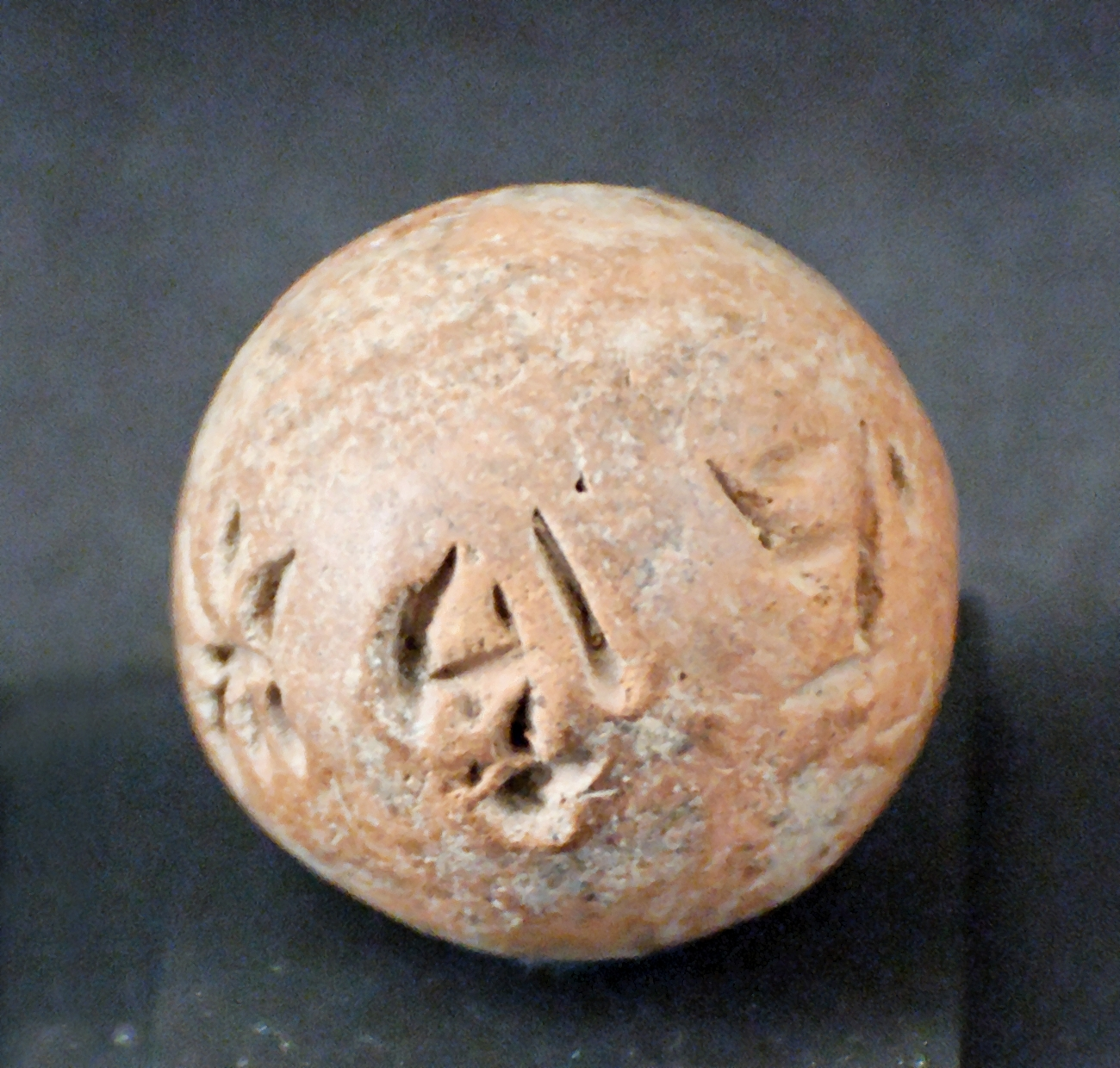
キュプロ・ミノアの粘土球。ルーヴル美術館所蔵。

83の粘土球に通常3-5、最大で8、合計370、球あたりの平均およそ4.5の記号が含まれている。これらはすべてCM 1である。およそ70が標準的な文字であると証明された。

## 解読
パライマによれば、解読は単語レベルの断片的なものにとどまり、それ以上の成果は上がっていない。

## Unicode
2016年にマイケル・エバーソンによりUnicodeの追加多言語面に収録する申請書が提出・公開された。キュプロ・ミノア文字は2021年9月に公開されるUnicode 14.0に収録される方針である